# Gemeinde Hörzendorf
Die Gemeinde Hörzendorf (von 1850 bis 1854 Gemeinde Karlsberg; bis Ende des 19. Jahrhunderts auch Gemeinde Herzendorf) war eine Gemeinde im Kärntner Bezirk Sankt Veit an der Glan, die ab 1850 bestand, bis sie am 1. Jänner 1972 im Zuge einer Gemeindezusammenlegung in der Stadtgemeinde Sankt Veit an der Glan aufging.

## Geografie

### Lage
Die Gemeinde lag im äußersten Süden des Bezirks Sankt Veit an der Glan, im Südwesten der heutigen Gemeinde Sankt Veit an der Glan. Sie erstreckte sich von der Ossiacher Straße und dem Muraunberg im Norden bis zu den Südhängen des Ulrichsbergs im Süden, und von den Osthängen des Ulrichsbergs im Westen bis an den Rand von St. Andrä am Ostabhang des Muraunbergs im Osten.

### Gliederung

#### Katastralgemeinden
Die Gemeinde umfasste die Katastralgemeinden Galling, Hörzendorf, Niederdorf, Projern und Tanzenberg in ihren damaligen Grenzen.

#### Ortschaften
Auf dem Gebiet der Gemeinde Hörzendorf wurden folgende Ortschaften geführt:
- Affelsdorf
- Arndorf
- Baardorf
- Beintratten
- Blintendorf (nur 1 Haus am Ostrand des Orts, das heute zur Ortschaft Muraunberg gehört)
- Dellach
- Draschelbach
- Galling
- Gersdorf
- Höfern
- Holz
- Hörzendorf
- Karlsberg
- Laasdorf
- Lebmach (nur einen kleinen Teil des Orts, südlich der Ossiacher Straße)
- Muraunberg
- Niederdorf
- Pörtschach am Berg (die nördliche Hälfte des Orts)
- Preilitz
- Prikalitz (nur der nordöstliche Teil des Orts, ab dem zweiten Viertel des 20. Jahrhunderts unbewohnt; heute abgekommen)
- Projern
- Radweg
- Raggasaal
- Streimberg
- Tanzenberg
- Ulrichsberg
- Unterbergen
- Unterwuhr
- Wainz
- Zwischenbergen.

Außerdem lag ein Nebengebäude eines zur Ortschaft St. Andrä gehörenden Hofs auf dem Gebiet der Gemeinde Hörzendorf.

## Geschichte
Im Zuge der Verwaltungsreformen nach der Revolution 1848/49 wurde 1850 aus den Steuer- bzw. Katastralgemeinden Galling, Hörzendorf, Niederdorf, Projern (die zuvor zum Steuerbezirk Karlsberg gehört hatten) und Tanzenberg (bildete zuvor den Steuerbezirk Tanzenberg) die Gemeinde Karlsberg errichtet. Die Gemeinde hatte 916 Einwohner und umfasste eine Fläche von etwa 25,5 km². Die konstituierende Sitzung des Gemeinderats fand am 31. Juli 1850 statt. Der Bauer und Schwarzpulverfabrikant Josef Mayer aus Hörzendorf wurde erster Bürgermeister. Mit Erlass vom 8. September 1854 wurde der Name der Gemeinde auf Hörzendorf geändert, und das, obwohl Projern zu jener Zeit der bevölkerungsreichste Ort der Gemeinde war. Nachfolger von Josef Mayer als Bürgermeister waren der Pfleger der Herrschaft Anton Pirker (ab 1871), Josef Mayer jun. (ab 1880) und der spätere Reichstagsabgeordnete Alois Pirker (ab 1887).
Die Gemeinde gehörte zunächst zum politischen Bezirk Sankt Veit an der Glan und zum Gerichtsbezirk Sankt Veit an der Glan. 1854 bis 1868 gehörte sie zum Gemischten Bezirk Sankt Veit. Durch die Reformen 1868 wurde sie wieder Teil des politischen Bezirks Sankt Veit an der Glan und des Gerichtsbezirks Sankt Veit an der Glan, in denen sie bis zu ihrer Auflösung verblieb.
Per 1. Jänner 1972 wurde die Gemeinde mit der Stadtgemeinde Sankt Veit an der Glan zusammengelegt. Es war dies die einzige Gemeindezusammenlegung in Kärnten in jenem Jahr; ein Jahr darauf gab es in Kärnten eine große Gemeindereform mit zahlreichen Zusammenlegungen.

## Bevölkerung
Für die Gemeinde wurden zur Zeit ihres Bestehens folgende Einwohnerzahlen angegeben:
- 1854: 916 Einwohner[1]
- 1869: 1.061 Einwohner, 162 Häuser[3]
- 1880: 1.177 Einwohner, 158 Häuser[4]
- 1890: 1.163 Einwohner, 153 Häuser[5]
- 1900: 1.045 Einwohner, 150 Häuser[6]
- 1910: 963 Einwohner, 152 Häuser[7]
- 1923: 1.013 Einwohner, 144 Häuser[8]
- 1934: 971 Einwohner[9]
- 1946: 1.134 Einwohner[10]
- 1961: 902 Einwohner, 154 Häuser[11]

Zum Vergleich: 2001 lebten auf dem Gebiet der ehemaligen Gemeinde Hörzendorf 952 Personen.

### Zählsprengel Hörzendorf
Der von der Statistik Austria geführte Zählsprengel Hörzendorf der heutigen Gemeinde Sankt Veit an der Glan umfasst die gesamte ehemalige Gemeinde Hörzendorf sowie zwei weitere Ortschaften (Eberdorf und Karnberg).